# Piano s
In matematica e ingegneria, il piano s è il piano complesso su cui sono definite le trasformate di Laplace. Rappresenta un insieme dove, invece di vedere i processi nel dominio del tempo modellizzati con funzioni basate sul tempo, essi vengono visti come equazioni nel dominio della frequenza. Viene utilizzato come strumento di analisi grafica in ingegneria e fisica. 
Una funzione reale {\displaystyle f} del tempo {\displaystyle t} viene trasformata in una funzione sul piano s considerando l'integrale
{\displaystyle F(s)=\int _{0}^{\infty }f(t)e^{-st}\,dt,}
dove s è un numero complesso nella forma {\displaystyle s=\sigma +i\omega }. Questa trasformazione dal dominio t nel dominio s è nota come trasformata di Laplace e la funzione {\displaystyle F(s)} è detta trasformata di Laplace di {\displaystyle f}. La trasformata di Laplace è analoga al processo dell'analisi di Fourier; infatti, le serie di Fourier sono un caso particolare della trasformata di Laplace. Nell'analisi di Fourier, nell'espressione del segnale le onde sinusoidali e cosinusoidali corrispondenti alle armoniche sono moltiplicate per i coefficienti della serie, i quali sono ottenuti da una corrispondente integrazione che fornisce l'indicazione del segnale presente alla frequenza considerata (cioè l'intensità del segnale in un punto nel dominio della frequenza). La trasformata di Laplace fa la stessa cosa, ma più in generale. Il termine {\displaystyle e^{-st}} non solo tiene conto della risposta in frequenza mediante la sua componente immaginaria {\displaystyle e^{-i\omega t}}, ma tiene conto anche degli effetti di attenuazione mediante la sua componente reale {\displaystyle e^{-\sigma t}}. Per esempio, un'onda sinusoidale smorzata può essere modellata correttamente usando la trasformata di Laplace. 
Una funzione nel piano s può essere ritrasformata indietro in una funzione del tempo usando la trasformata inversa di Laplace:
{\displaystyle f(t)={1 \over 2\pi i}\lim _{T\to \infty }\int _{\gamma -iT}^{\gamma +iT}F(s)e^{st}\,ds,}
dove il numero reale {\displaystyle \gamma } viene scelto in modo tale che il percorso di integrazione sia all'interno della regione di convergenza di {\displaystyle F(s)}. Tuttavia, piuttosto che usare questo integrale difficile, la maggior parte delle funzioni di interesse vengono trasformate utilizzando tabelle di coppie di trasformate di Laplace e il teorema dei residui di Cauchy.
Analizzare le radici complesse di un'equazione nel piano s e poi rappresentarle graficamente in un diagramma di Argand può rivelare informazioni sulla risposta in frequenza e sulla stabilità di un sistema in tempo reale. Questo processo è chiamato analisi del luogo delle radici.